# Hypsicera seta
Hypsicera seta är en stekelart som beskrevs av Chiu 1962. Hypsicera seta ingår i släktet Hypsicera och familjen brokparasitsteklar. Inga underarter finns listade i Catalogue of Life.